# Myrteta simpliciata
Myrteta simpliciata är en fjärilsart som beskrevs av Moore 1867. Myrteta simpliciata ingår i släktet Myrteta och familjen mätare. Inga underarter finns listade i Catalogue of Life.